# 3729 Янчжоу
3729 Янчжоу (3729 Yangzhou) — астероїд головного поясу, відкритий 1 листопада 1983 року.
Тіссеранів параметр щодо Юпітера — 3,338.
Названо на честь китайського міста-префектури Янчжоу (кит.: 揚州), що знаходиться у провінції Цзянсу.